# リアム・タンコック
リアム・タンコック（英: Liam Tancock、1985年5月7日 - ）は、イギリスの競泳選手。得意種目は50mと100mの背泳ぎ。
エクセター生まれ。エクセター市水泳クラブで水泳を習い、ラフバラ大学でスポーツ科学を専攻した。2008年4月2日にシェフィールドのポンズ・フォージ国際スポーツセンターで開かれたオリンピック国内予選で、50m背泳ぎを24.47秒で泳ぎ切り世界新記録を樹立。さらに翌年にローマで開かれた世界水泳選手権では、準決勝で24.08秒を出し自身の記録を更新。翌日の決勝でも24.04秒で世界新記録で金を獲得した。

## 個人ベスト
長水路（50m）
| 種目             | 記録    | 日にち        | 大会名             | 場所                       | 備考 |
| ---------------- | ------- | ------------- | ------------------ | -------------------------- | ---- |
| 100m自由形       | 48.76   | 2009年3月19日 | 英国選手権         | イギリス、シェフィールド   |      |
| 50m背泳ぎ        | 24.04   | 2009年8月2日  | 世界選手権         | イタリア、ローマ           | WR   |
| 100m背泳ぎ       | 52.73   | 2009年7月28日 | 世界選手権         | イタリア、ローマ           | NR   |
| 200m背泳ぎ       | 2:03.17 | 2005年5月27日 | スピードグランプリ | アメリカ合衆国、アーバイン |      |
| 200m個人メドレー | 1:57.79 | 2008年4月1日  | 英国選手権         | イギリス、シェフィールド   |      |

短水路（25m）
| 種目             | 記録    | 日にち        | 大会名           | 場所                     | 備考   |
| ---------------- | ------- | ------------- | ---------------- | ------------------------ | ------ |
| 50m背泳ぎ        | 23.41   | 2008年4月11日 | 世界短水路選手権 | イギリス、マンチェスター | NR(sf) |
| 100m背泳ぎ       | 50.14   | 2008年4月10日 | 世界短水路選手権 | イギリス、マンチェスター | CR、NR |
| 100m個人メドレー | 52.22   | 2008年4月13日 | 世界短水路選手権 | イギリス、マンチェスター | NR     |
| 200m個人メドレー | 1:53.10 | 2008年4月11日 | 世界短水路選手権 | イギリス、マンチェスター | CR、NR |

WR - 世界記録、CR - イギリス連邦記録、NR - イギリス記録、sf - 準決勝